# Herveiras
Herveiras é um município brasileiro do estado do Rio Grande do Sul.

## História
O povoamento das atuais terras do município ocorreu no começo do século XIX, a partir de 1815, com a vinda de descendentes de alemães e algumas famílias portuguesas. Os colonizadores estavam em busca de araucárias e de ervas gigantes, o que deu origem ao nome da cidade.
Cultivados inicialmente em pequena escala nas propriedades, com o tempo houve uma produção em maior escala, impulsionando assim o desenvolvimento da região.
No ano de 1909, Herveiras foi elevado ao 5º distrito de Santa Cruz do Sul. Passou a fazer parte de Sinimbu e, finalmente, veio a se emancipar em 28 de dezembro de 1995, através da Lei 10640.

## Geografia
Localiza-se a uma latitude 29º24'24" sul e a uma longitude 52º39'09" oeste, estando a uma altitude de 530 metros. Sua população estimada em 2004 era de 2.998 habitantes.